# Microlepia ravenii
Microlepia ravenii là một loài dương xỉ trong họ Dennstaedtiaceae. Loài này được S.J.Moore mô tả khoa học đầu tiên năm 2011.
Danh pháp khoa học của loài này chưa được làm sáng tỏ. 